# Trichogaster lalius
El Thrichogaster lalius, comúnmente llamado Colisa lalia o gurami enano es un pez de color azul casi transparente, con rayas verticales de un color entre rojo y naranja oscuro. En su área de distribución natural se seca y se come, aunque también se destina a pez de acuario.
Investigaciones recientes han demostrado que el 22% de Colisa lalia de Singapur llevan el iridovirus del gurami enano.

## Distribución y hábitat
El gurami enano proviene del sur de Asia; es originario de Pakistán, India y Bangladés. Sin embargo, se ha distribuido ampliamente fuera de su área natural. Este pez habita en arroyos lentos, riachuelos, y lagos con abundante vegetación.

## Apariencia y anatomía
Como su nombre indica, este es un gurami pequeño: en la madurez, alcanzará un tamaño promedio de 4 a 5 centímetros, aunque algunos individuos pueden crecer hasta 8,8 centímetros. En su entorno natural, los guramis enanos macho tienen rayas diagonales de color azul y rojo; las hembras tienen un color plateado. Contienen células sensibles al tacto en sus aletas pélvicas en forma de hilo. Los guramis enanos que se venden en tiendas de peces pueden ser también de colores lisos.

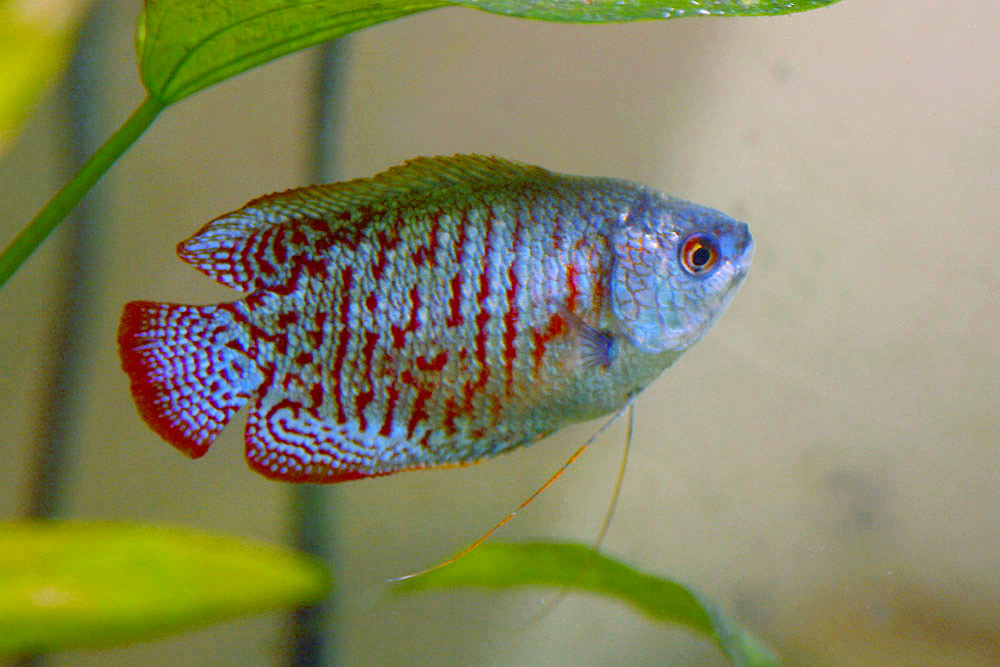
Azul
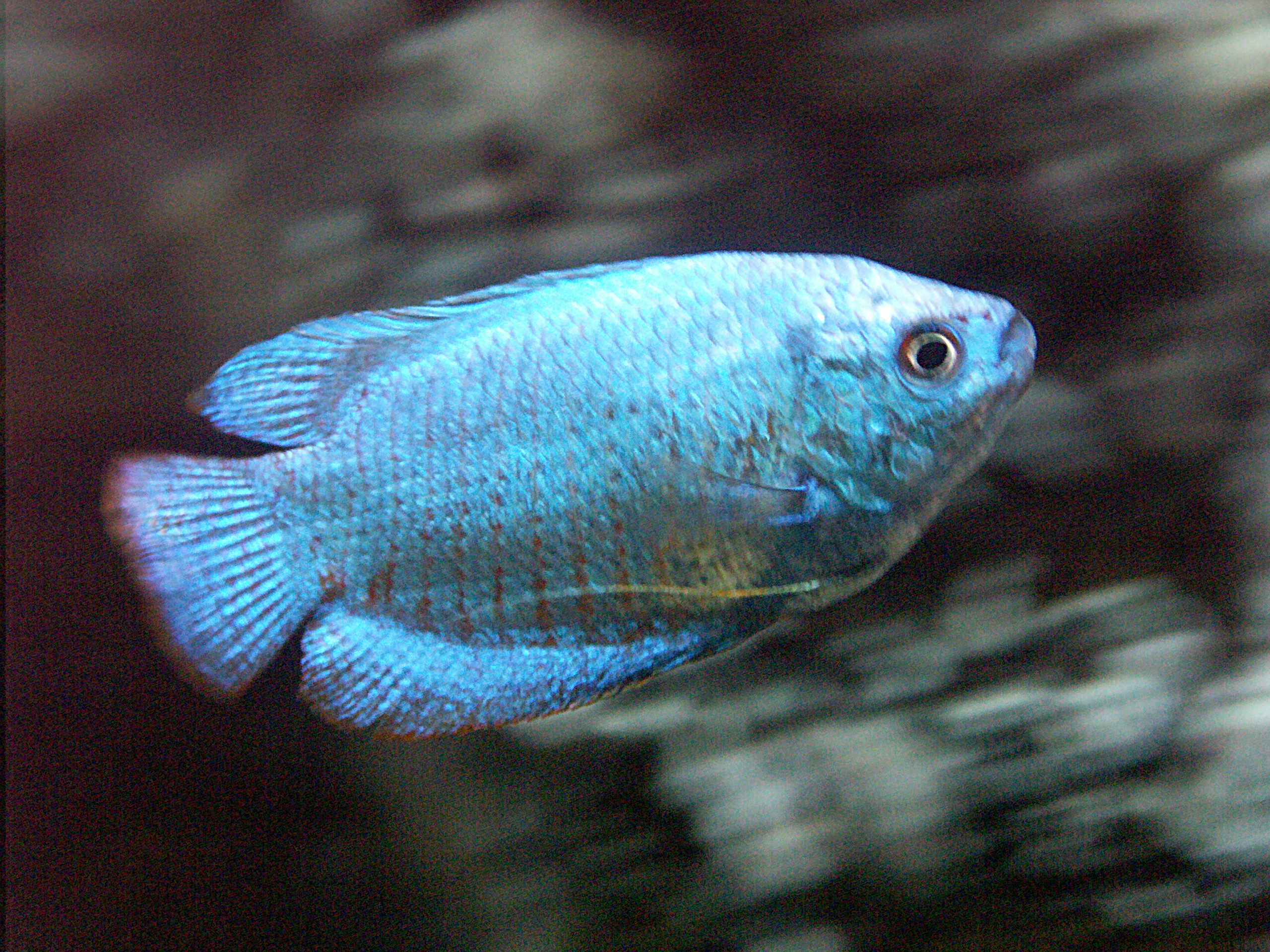
Azul neón
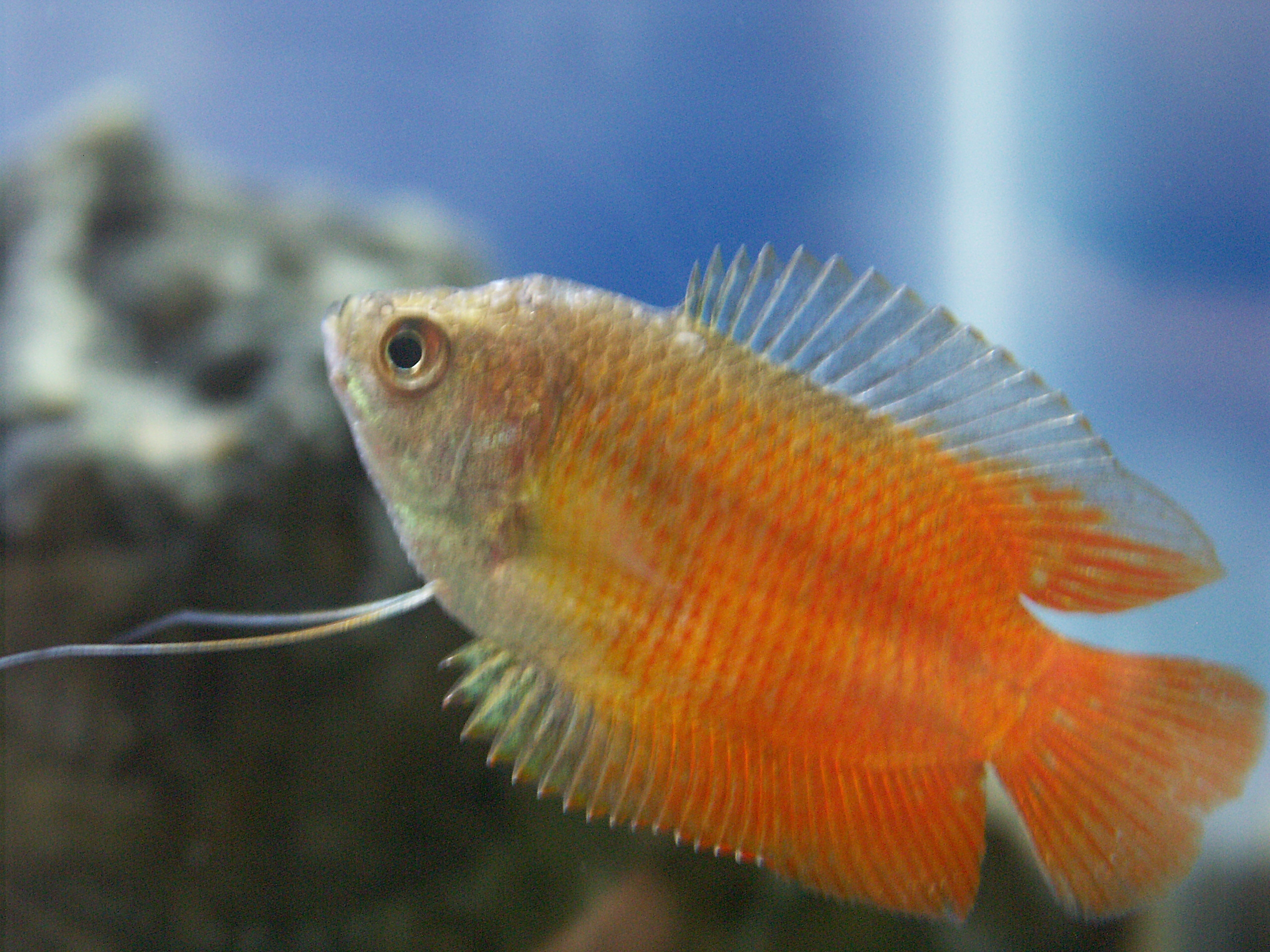
Rojo neón
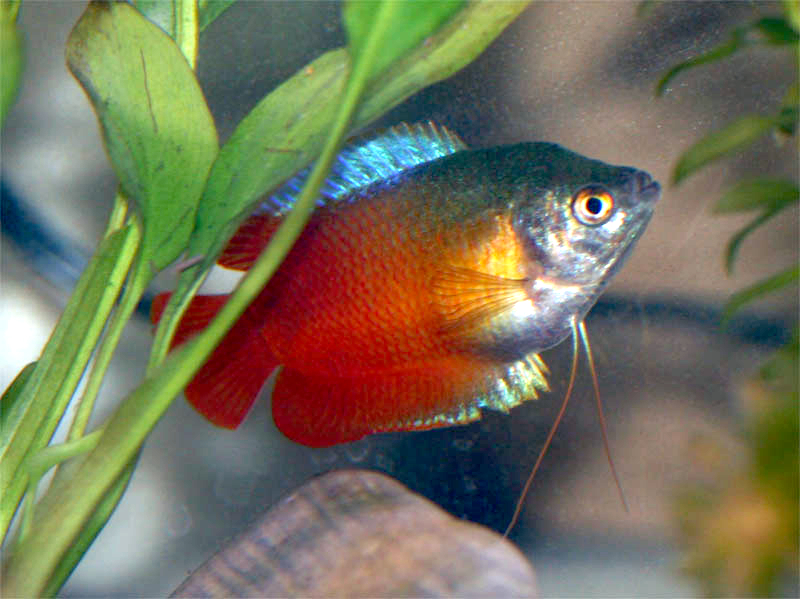
Llama roja

## Reproducción
El macho construye un nido de burbujas flotante en el que la hembra pone los huevos. A diferencia de otros nideros de burbujas, los machos se incorporan con trozos de plantas, ramas y otros escombros, que tiene el nido en conjunto mejor.
El macho protege los huevos y larvas. En doce hasta veinticuatro horas, las frezas saldrán del cascarón, y continuar desarrollando dentro de la protección del nido. Después de tres días que están lo suficientemente desarrollados para ser libres de la natación y de dejar el nido. Cuando los alevines son de 2-3 días de edad se debe sacar al macho,  ya que puede comerse a las crías debido al estrés. 
Las hembras ponen hasta 600 huevos, pero tienden a ser pocos los que sobreviven (en ese caso los más débiles y los más tardíos pierden porque no podrían vivir mucho tiempo, los huevos más sanos y las larvas más fuertes tienden en vivir más tiempo).

## Alimentos
El gurami enano tiene una dieta variada. Es un pez omnívoro que prefiere las algas y la carne.